# دوري كرة القدم الألباني الدرجة الأولى 2002–03
دوري كرة القدم الألباني الدرجة الأولى 2002–03 هو موسم من دوري كرة القدم الألباني الدرجة الأولى ‏. فاز فيه نادي إغناتيا.